# 8698 Bertilpettersson
8698 Bertilpettersson este un asteroid din centura principală de asteroizi.

## Descriere
8698 Bertilpettersson este un asteroid din centura principală de asteroizi. A fost descoperit pe 19 martie 1993 la Observatorul La Silla în cadrul programului UESAC. Asteroidul prezintă o orbită caracterizată de o semiaxă mare de 2,85 ua, o excentricitate de 0,06 și o înclinație de 1,6° în raport cu ecliptica.